# Salcia Tudor, Brăila
Salcia Tudor (în trecut, Domnița Ileana) este satul de reședință al comunei cu același nume din județul Brăila, Muntenia, România.